# Kaptarz
Kaptarz – osiedle mieszkaniowe w Niepołomicach-Kępinie. Administracyjnie należy do osiedla Jazy.
Składa się wyłącznie z zabudowy jednorodzinnej.